# Esgrima als Jocs Olímpics d'estiu de 1924
Als Jocs Olímpics de 1924 celebrats a la ciutat de París (França) es disputaren set proves en esgrima, sis en categoria masculina i una en categoria femenina. Aquesta fou la primera vegada en la qual les dones pogueren prendre part en aquesta competició, que es realitzà al Velòdrom d'Hivern de París.

## Nacions participants
Participaren 240 esgrimistes, 25 d'elles dones, de 23 nacions diferents:
| - Argentina (13) (homes:13 dones:0) - Àustria (5) (homes:5 dones:0) - Bèlgica (19) (homes:19 dones:0) - Cuba (6) (homes:6 dones:0) - Dinamarca (11) (homes:7 dones:4) - Egipte (3) (homes:3 dones:0) - Espanya (13) (homes:13 dones:0) - Estats Units (21) (homes:19 dones:2) - França (24) (homes:20 dones:4) - Grècia (6) (homes:6 dones:0) - Hongria (10) (homes:9 dones:1) - Itàlia (19) (homes:19 dones:0) | - Noruega (4) (homes:4 dones:0) - Països Baixos (17) (homes:14 dones:3) - Polònia (5) (homes:4 dones:1) - Portugal (10) (homes:10 dones:0) - Regne Unit (20) (homes:16 dones:4) - Suècia (9) (homes:6 dones:3) - Suïssa (10) (homes:7 dones:3) - Turquia (1) (homes:1 dones:0) - Txecoslovàquia (7) (homes:7 dones:0) - Uruguai (1) (homes:1 dones:0) - Xile (1) (homes:1 dones:0) |

## Resum de medalles

### Categoria masculina
| Prova                     | Or | Plata | Bronze |
| Floret individual detalls | Roger Ducret | Philippe Cattiau | Maurice Van Damme |
| Floret per equips detalls | FrançaLucien Gaudin · Philippe Cattiau · Jacques Coutrot · Roger Ducret · Henri Jobier · André Labattut · Guy De Luget · Josef Peroteaux        | BèlgicaDésiré Beaurain · Charles Crahay · Orphile De Montigny · Maurice Van Damme · Marcel L. Berre · Albert De Roocker               | HongriaLaszlo Berti · Sandor Posta · Zoltan Schenker · Ödön Tersztyanszky · Istvan Lichteneckert                                     |
| Espasa individual detalls | Charles Delporte | Roger Ducret | Nils Hellsten |
| Espasa per equips detalls | FrançaLucien Gaudin · Georges Buchard · Roger Ducret · André Labattut · Lionel Liottel · Alexandre Lippmann · Georges Tainturier                | BèlgicaPaul Anspach · Joseph De Craecker · Charles Delporte · Orphile De Montigny · Ernest Gevers · Léon Tom                          | Itàlia Giulio Basletta · Marcello Bertinetti · Giovanni Canova · Vincenzo Cuccia · Virgilio Mantegazza · Oreste Moricca              |
| Sabre individual detalls  | Sandor Posta | Roger Ducret | Janos Garay |
| Sabre per equips detalls  | Itàlia Renato Anselmi · Guido Balzarini · Marcello Bertinetti · Bino Bini · Vincenzo Cuccia · Oreste Moricca · Oreste Puliti · Giulio Sarrocchi | HongriaLaszlo Berti · Janos Garay · Sandor Posta · Jozsef Rady · Zoltan Schenker · Laszlo Szechy · Ödön Tersztyanszky · Jenö Uhlyarik | Països BaixosAdrianus De Jong · Jetze Doorman · Hendrik Scherpenhuyzen · Jan Van Der Wiel · Maarten Van Dulm · Henri Wynoldy-Daniels |

### Categoria femenina
| Prova                     | Or           | Plata        | Bronze          |
| Floret individual detalls | Ellen Osiier | Gladys Davis | Grete Heckscher |

## Medaller
| Posició | País          | Or | Argent | Bronze | Total |
| 1       | França        | 3  | 3      | 0      | 6     |
| 2       | Bèlgica       | 1  | 2      | 1      | 4     |
| 3       | Hongria       | 1  | 1      | 2      | 4     |
| 4       | Dinamarca     | 1  | 0      | 1      | 2     |
| 4       | Itàlia        | 1  | 0      | 1      | 2     |
| 5       | Regne Unit    | 0  | 1      | 0      | 1     |
| 6       | Països Baixos | 0  | 0      | 1      | 1     |
| 6       | Suècia        | 0  | 0      | 1      | 1     |